# Hiroki Oka
Hiroki Oka (岡 大生 Oka Hiroki?, Aichi, 18 de abril de 1988) es un exfutbolista japonés que jugaba como guardameta.

## Trayectoria

### Clubes
| Club                      | País  | Año       |
| ------------------------- | ----- | --------- |
| Ventforet Kofu            | Japón | 2011-2020 |
| JEF United Chiba (cedido) | Japón | 2015      |
| Kataller Toyama (cedido)  | Japón | 2020      |
| Tochigi S. C.             | Japón | 2021      |